# Gerlach Peters
Gerlach Peters (Deventer, 1370 of 1378 – Windesheim, 1411) was een mysticus en een van de markantste figuren van de Moderne Devotie.

## Levensloop
Waarschijnlijk was hij leerling aan de St. Lebuinusschool in Deventer. Tijdens een optreden in een geestelijk mysteriespel ter gelegenheid van Maria-Lichtmis vervulde hij de hoofdrol van Maria. Met Florens Radewijns zou hij hebben afgesproken, dat wanneer hij het kindje offerde, hij ook zichzelf aan God zou offeren; dat wil zeggen de gelofte van zuiverheid afleggen. Dit moment zou het begin zijn geweest van zijn toewijding aan God. Peters was een tijdgenoot van Thomas a Kempis en leerling aan dezelfde school. Soms wordt gezegd dat waar Thomas a Kempis naar verlangde door Gerlach Peters al gedurende zijn leven werd bereikt.
Rond 1397 werd Peters door Radewijns naar het klooster Windesheim gestuurd. Zijn grote bijziendheid was een belemmering om priester te worden, omdat hij letters en noten niet goed kon zien en daardoor onder meer niet aan het koorgebed kon deelnemen. Jan of Johan Scutken en andere medebroeders kopieerden een getijdenboek en een misboek van zodanig aangepast formaat dat Peters dat wel kon gebruiken. In eerste instantie was hij als koster vooral gericht op de uiterlijkheden van het geloof, maar in 1403 kon hij alsnog de gelofte afleggen.
Zijn medebroeders waardeerden zijn nederigheid, gehoorzaamheid, lijdzaamheid en devotie. Johannes Brinckerinck, de stichter van het Vrouwenklooster te Diepenveen, schreef dat hij voor een hele week 'gesticht' was, wanneer hij hem de mis hoorde lezen. Bekend was dat hij zich soms in extatische gemoedstoestand alleen op zijn tenen door het koor bewoog, wat door waarnemers wel als ‘zweven’ gezien. Enigszins strijdig met zijn ascetische levensstijl was misschien zijn grote eetlust en zijn theorie dat men met volle maag beter kon functioneren.
Belangrijk was zijn ontwikkeling naar meer innerlijkheid. In de beginjaren van de 15e eeuw schreef hij het Breviloquium de accidentiis exterioribus dat meer het ascetisme benadrukte om tot een hoger geestelijk niveau te komen. Zijn Soliloquium cum Deo ignitum, geschreven in latere jaren tot zijn sterfbed in 1411, was meer innerlijk, mystiek, gericht. Zo is van hem de uitspraak: "Zolang we niet geven waarvan we houden, zullen we niet bezitten wat we verlangen". Het gaat hierbij niet om een eenvoudige ruil zoals bij een aankoop in een winkel, waarbij men iets geeft (bijv. geld) onder voorwaarde dat je iets terugkrijgt, maar een geheel belangeloze schenking van iets waar de gever veel waarde aan hecht. 
Gerlach Peters leed aan niergruis. Dit was zeer pijnlijk en waarschijnlijk (mede) de oorzaak van zijn vroege dood. Op zijn sterfbed vroeg hij prior Vos van Heusden zijn aantekeningen voor het Breviloquium en het Soliloquium te vernietigen, maar Jan of Johan Scutken heeft beide bewerkt, bewaard en bredere verspreiding gegeven.

## Werken
- Breviloquium de accidentiis exterioribus;[9]
- Soliloquium cum Deo ignitum (Alleenspraak met innige (of vurige) God);[10]
- Twee brieven aan zijn zuster Lubbe (of Lubke) Peters: Devote Epistele (suverlicke leringhe) en nog een andere brief zonder opschrift: over de oefeningen van het inwendig leven, de ware liefde en de opgang tot God.[11]
- De libertate spiritus, dit is waarschijnlijk verloren gegaan.[12]